# Zebrahead (album)
Albums de Zebrahead
One More Hit
(1996) Waste of Mind
(1998)
Zebrahead, plus connu sous le nom Yellow, est le premier album du groupe de punk-rock américain Zebrahead, sorti en 1998.

## Liste des chansons
| No  | Titre              | Durée |
| --- | ------------------ | ----- |
| 1.  | Check              | 2:14  |
| 2.  | All I Need         | 3:09  |
| 3.  | Swing              | 2:38  |
| 4.  | Walk Away          | 3:18  |
| 5.  | Bootylicious Vinyl | 3:27  |
| 6.  | Hate               | 1:59  |
| 7.  | Mindtrip           | 2:15  |
| 8.  | Chrome             | 2:43  |
| 9.  | Jagoff (live)      | 3:31  |
| 10. | Song 10            | 2:10  |

## Membres du groupe
- Justin Mauriello – Guitare rythmique, Chant
- Ali Tabatabaee – Chant
- Greg Bergdorf – Guitare solo
- Ben Osmundson – Guitare basse
- Ed Udhus –  Batterie

## Remarques
- "Check" apparait dans le jeu vidéo Tony Hawk's Pro Skater 3 sorti en 2001.
- "Jag Off" apparait dans le film Lost & Found sorti en 1999.
- "Mindtrip" ainsi qu'un remix de cette chanson apparaissent dans le film La Main qui tue sorti en 1999.